# UFC Fight Night: Machida vs. Mousasi
UFC Fight Night: Machida vs. Mousasi（ユーエフシー・ファイトナイト：マチダ・バーサス・ムサシ、別名UFC Fight Night 36）は、アメリカ合衆国の総合格闘技団体「UFC」の大会の一つ。2014年2月15日、ブラジル・サンタカタリーナ州ジャラグァドスウのアレーナ・ジャラグァで開催された。

## 大会概要
本大会ではリョート・マチダとゲガール・ムサシによるミドル級ワンマッチが組まれた。
ウェルター級キング・オブ・パンクラシスト佐藤豪則、Fight Nightsフェザー級王者ツブエラ・トゥクゴフ、キャリア23戦無敗のダグラス・シウバ・ジ・アンドレイジがUFCデビュー。

### カード変更
負傷などによるカードの変更は以下の通り。
- チアゴ・タバレス → ダグラス・シウバ・ジ・アンドレイジ（第1試合）

- ネイト・ローラン → 佐藤豪則（第10試合）

### ルール改正
本大会からノックアウト・オブ・ザ・ナイトとサブミッション・オブ・ザ・ナイトが廃止され、パフォーマンス・オブ・ザ・ナイトに変更された。

## 試合結果

### プレリミナリーカード
第1試合 フェザー級ワンマッチ 5分3R
○  ズバイラ・ツフゴフ vs.  ダグラス・シウバ・ジ・アンドラージ ×
3R終了 判定3-0（30-27、29-28、30-27）
第2試合 ウェルター級ワンマッチ 5分3R
○  イルデマール・アルカンタラ vs.  アルバート・トゥメノフ ×
3R終了 判定2-1（28-29、29-28、30-27）
第3試合 フェザー級ワンマッチ 5分3R
○  フェリペ・アランテス vs.  マキシモ・ブランコ ×
3R終了 判定3-0（29-27、29-27、29-27）
第4試合 バンタム級ワンマッチ 5分3R
○  ユーリ・アルカンタラ vs.  ウィルソン・ヘイス ×
3R終了 判定2-1（28-29、30-27、30-27）
第5試合 ライト級ワンマッチ 5分3R
○  フランシスコ・ドライナルド vs.  ジェシー・ロンソン ×
3R終了 判定2-1（28-29、29-28、30-27）
第6試合 ライト級ワンマッチ 5分3R
○  ホドリゴ・ダム vs.  アイヴァン・ジョージ ×
3R終了 判定3-0（29-28、29-28、29-28）
第7試合 ライト級ワンマッチ 5分3R
○  ジョー・プロクター vs.  クリスチャーノ・マルセロ ×
3R終了 判定3-0（29-28、30-27、29-28）

### メインカード
第8試合 フェザー級ワンマッチ 5分3R
○  チャールズ・オリベイラ vs.  アンディ・オーグル ×
3R 2:40 三角絞め
第9試合 ウェルター級ワンマッチ 5分3R
○  ニコラス・ムサケ vs.  ヴィスカルジ・アンドレイジ ×
3R終了 判定3-0（29-28、29-28、29-28）
第10試合 ウェルター級ワンマッチ 5分3R
○  エリック・シウバ vs.  佐藤豪則 ×
1R 0:52 KO（パウンド）
第11試合 ミドル級ワンマッチ 5分3R
○  ホナウド・ジャカレイ vs.  フランシス・カーモン ×
3R終了 判定3-0（29-28、29-28、30-27）
第12試合 ミドル級ワンマッチ 5分5R
○  リョート・マチダ vs.  ゲガール・ムサシ ×
5R終了 判定3-0（49-46、50-45、50-45）

### 各賞
ファイト・オブ・ザ・ナイト： リョート・マチダ vs. ゲガール・ムサシ
パフォーマンス・オブ・ザ・ナイト： エリック・シウバ、チャールズ・オリベイラ
各選手にはボーナスとして5万ドルが支給された。